# トリヴィニャーノ・ウディネーゼ
トリヴィニャーノ・ウディネーゼ（伊: Trivignano Udinese）は、イタリア共和国フリウリ＝ヴェネツィア・ジュリア州ウーディネ県にある、人口約1,600人の基礎自治体（コムーネ）。

## 地理

### 位置・広がり

#### 隣接コムーネ
隣接するコムーネは以下の通り。
- キオプリス＝ヴィスコーネ
- マンツァーノ
- パルマノーヴァ
- パヴィーア・ディ・ウディーネ
- サン・ジョヴァンニ・アル・ナティゾーネ
- サン・ヴィート・アル・トッレ
- サンタ・マリーア・ラ・ロンガ

### 気候分類・地震分類
トリヴィニャーノ・ウディネーゼにおけるイタリアの気候分類 (it) および度日は、zona E, 2467 GGである。
また、イタリアの地震リスク階級 (it) では、zona 3 (sismicità bassa) に分類される。

## 行政

### 分離集落
トリヴィニャーノ・ウディネーゼには、以下の分離集落（フラツィオーネ）がある。
- Clauiano, Merlana, Melarolo

## 文化・観光
分離集落 Clauianoは、「イタリアの最も美しい村」クラブの加盟メンバーである。